# Sazená (zámek)
Sazená je zámek ve stejnojmenné obci v okrese Kladno. Založen byl na počátku sedmnáctého století jako panské sídlo, ale během třicetileté války byl poškozen a stal se majetkem církve. Do šlechtických rukou se znovu dostal až roku 1785, ale byl připojen k zlonickému panství a od té doby sloužil jen jako sídlo jeho správy. Ve dvacátém století budovu využívala obec. Zámek je od roku 2014 chráněn jako kulturní památka.

## Historie
Vesnici Sazenou koupil roku 1548 Florián Gryspek z Gryspachu a připojil ji k nelahozeveskému panství. Zámek v ní založil okolo roku 1606 Blažej Gryspek z Gryspachu pro svou manželku Ofku z Bubna. Z vesnice vytvořil samostatný statek, který jí věnoval jako věno a náhradu za její dědický podíl nelahozeveského panství. Ofka si jej udržela i po stavovském povstání, po kterém byl ostatní gryspekovský majetek zkonfiskován. Ofka Sazenou vlastnila spolu s dcerou Veronikou, ale časem musely kvůli dluhům panství prodat.
V sedmnáctém a osmnáctém století zámek patřil novoměstskému ústavu šlechtičen a později doksanskému klášteru. Obě církevní instituce nechaly provést jen drobné barokní úpravy. Někdy v osmnáctém století však bylo sneseno jedno patro východního křídla. V roce 1785 statek koupili Kinští a připojili jej ke svému zlonickému panství. Rozsáhlé umělecké sbírky, které v Sazené bývaly, nechali noví majitelé převézt na zámek v Budenicích. Sazená potom sloužila jen ke správě panství a na konci osmnáctého století na zámku dožil astronom Antonín Strnad. Po pozemkové reformě zámek připadl obci. Roku 1941 se část jižního zámeckého křídla zřítila a o rok později vyhořelo východní křídlo. Obec poté nechala zámek v letech 1947–1948 upravit pro potřeby sídla místního národního výboru a kulturní využití. V části zámku fungoval dětský domov. V roce 2005 v zámku sídlil obecní úřad, pohostinství, kadeřnictví a kuchyně s jídelnou dětského domova.

## Stavební podoba
Zámecká budova má půdorys písmene L. Prostou fasádu ještě na počátku dvacátého století zdobila psaníčková a figurální sgrafita. Jižní křídlo je z větší části jednopatrové, ale západní strana budovy má patra dvě. Dovnitř se vstupuje renesančním portálem s bohatě profilovaným ostěním s ušima. Překlad portálu je zdobený rustikálním vlysem a nad ním se nachází segmentový fronton. Ze vstupní síně vede dvojice dvouramenných schodišť do horního patra. V přízemí budovy se dochovaly valené klenby některých místností, několik kamenných portálů s ušima a dveří s barokním kování. O patro vyšší část křídla, která sloužila k ubytování služebnictva a správě panství, má vlastní vchod z přízemí.
Nejcennější částí zámku je velký sál v prvním patře jižního křídla s dochovaným trámovým záklopovým stropem ze druhé poloviny sedmnáctého století. Pokrývají ho dobové malby, které patří k nejkvalitněji provedeným pracím svého druhu v Česku.
Park před zámkem je upraveným fragmentem původní zahrady z počátku sedmnáctého století.